# リオカット
リオカット（英語: Rio cut）は、フロント（前身頃）の布地面積が普通のビキニの形で、ブラジリアンカットよりもややカッティングの深いハイカットになっており、バック（後身頃）の布地面積がフルバックの1/2カットでフロントとほぼ同じ大きさのデザインになっている。リオカットは、ブラジリアンカット（英語：Brazilian Cut）と同意義にしばしば用いられる。
ヒップから太腿にかけて一体に見え、より足が長くみえるような特徴があり、いわゆる小尻カットであるためヒップが大きめの人にも小さめの人にもお尻がコンパクトに見える効果がある。セクシーに見えるかどうかが、リオカットのキーワードでもある。